# Рудницкий, Адам
А́дам Рудни́цкий (пол. Adam Rudnicki; 16 марта 1897 — 1964) — польский офицер, деятель ПОВ, деятель польского освободительного движения.
В 1919 году был командиром Сувальского округа ПОВ. В августе 1919 года стал во главе Сейненского восстания, что привело к отбитию у литовцев города Сейны, который те заняли после ухода немцев.
В межвоенные годы проходил военную службу на различных должностях. После поражения Польши в сентябрьской компании подполковник Рудницкий находился в Венгрии, где был первым руководителем тайного Эвакуационного бюро, занимавшегося переброской поляков во Францию и Англию.
Награждён Серебряным крестом военного ордена Virtuti Militari (Nr. 4956), четыре раза Крестом храбрых и Крестом Независимости с мечами.